# Marian Haveman
Maria Janna (Marian) Vegt-Haveman (Sint Nicolaasga, 23 januari 1946) was een Nederlands burgemeester namens D66.
Ze is in 1971 afgestudeerd in de rechten aan de Rijksuniversiteit Groningen en werkte vanaf 1972 op het provinciehuis in Assen. In december 1987 begon haar burgemeesterscarrière, toen zij eerste burger werd in de gemeente Peize.
Eind 1993 verruilde zij deze gemeente voor Franekeradeel dat zij per 1 januari 2010 verliet om met vervroegd pensioen te gaan.
Naar aanleiding van haar afscheid in december 2009 werd ze benoemd tot Ridder in de Orde van Oranje-Nassau. Het bijbehorende lintje werd haar tijdens haar afscheidsreceptie opgespeld door de commissaris van de Koningin in Friesland, John Jorritsma.